# حزب القهوة
حزب القهوة حركة سياسية شعبية تشكلت في البداية في كانون الثاني 2010 في الولايات المتحدة الأمريكية، كبديل لحركة حزب الشاي، ومنذ ذلك الحين نمت لتصبح منظمة متنوعة على نحو متزايد.
حزب القهوة يعرف نفسه بأنه رسميا يحدد نفسه باعتباره تنظيم اجتماعي.
تتلخص مهمة المنظمة بأنها تقوم على مبدأ أن الحكومة «ليست عدوا للشعب، ولكنها تعبير عن إرادتنا الجماعية، وأننا يجب أن نشارك في العملية الديمقراطية من أجل التصدي للتحديات التي نواجهها كالاميركيين».
شعارها هو استيقظ وانهض
أهدافه المعلنة تشمل الحصول على التعاون في الحكومة وإزالة نفوذ الشركات عن السياسة.
عقد الحزب أول يوم وطني له في 13 آذار، 2010

## نشوء الحزب
نشأ حزب القهوة اثر الزخم الشعبي الذي ساد في نهاية كانون الاول 2010 / يناير 2011 مع احتدام الجدل حول إصلاح النظام الصحي في الولايات المتحدة.
وتروي مؤسسة الحركة انابيل بارك: ان الشبكات الاجتماعية كانت رائجة وبفضل أولها فيس بوك «بدأ كل شيء».
وتقول معدة الوثائقيات هذه "لقد سئمت من حزب الشاي، في معرض حديثها عن الحركة المحافظة التي انطلقت في 2009 بعد انتخاب الرئيس الاميركي باراك اوباما والتي أطلق عليها هذا الاسم من وحي انتفاضة الاميركيين ضد الضرائب في عهد الامبراطورية البريطانية التي فرضت على الشاي قبل حرب الاستقلال.
وقالت بارك وهي أميركية ولدت في كوريا الجنوبية وتعتبر نفسها اقرب إلى الديموقراطيين «لقد اطلقت صفحة على فيس بوك للتعبير عما افكر به وبدأ عدد من الأشخاص بالانضمام الذي عبر القول يجب ان نطلق حزبنا الخاص».
وبعدما أطلق كمشروع شخصي، وضع حزب القهوة حينئذ برنامجا سياسيا «غير محازب» يستند على أساس مشاركة أكبر للأميركيين في قرارات ادارته على عكس حزب الشاي الذي ينتقد بسخرية قرارات الحكومة.
وبعد أشهر، أصبح حزب القهوة قادرا على تقديم مرشح لعضوية مجلس النواب في انتخابات تشرين الثاني / نوفمبر في ميسوري وعلى جمع 300000 مؤيد على صفحته على فيس بوك، مقابل 150000 للجنة الوطنية للديموقراطيين و186000 للجمهوريين على سبيل المقارنة.

## روابط خارجية رسمية للحزب
- الموقع الرسمي
- الصفحة الرسمية على فيس بوك  على فيسبوك.
- الصفحة الرسمية على يوتيوب
- الصفحة الرسمية على فليكر
- مدونة

## روابط خارجية أخرى
- «حزب القهوة» الناشئ يسعى لمواجهة «حركة الشاي» الأوسع سياسيا
- «حزب القهوة» يريد توعية اميركا للوقوف في وجه اليمين المتشدد